# Enchenopa ephippii
Enchenopa ephippii är en insektsart som beskrevs av Buckton. Enchenopa ephippii ingår i släktet Enchenopa och familjen hornstritar. Inga underarter finns listade i Catalogue of Life.